# Приговорённый (фильм, 1989, Индия)
«Приговорённый» (хинди मुजरिम, урду مجرم‎, Mujrim) — индийский фильм 1989 года, режиссёра Умеша Мехры.

## Сюжет
Трудно, невыносимо трудно складывается жизнь молодой вдовы Яшоды (Нутан). С двумя детьми — Шанкаром и Сунандой — она бежит из голодной деревни в город к брату Бихари (Амрит Патель). Увы, надежды на благополучную, безбедную жизнь не оправдываются. Брат не только не помогает сестре, но и пропивает заработанные тяжким трудом деньги. А однажды Бихари за сто рупий сговаривается с богатым знакомым (Амриш Пури) продать ему сестру. Защищая мать, десятилетний Шанкар случайно убивает дядю.
С этого случая и начинается преступная жизнь героя, благодаря которой он с годами становится очень состоятельным человеком. Шанкар (Митхун Чакраборти) готов помогать матери, но та знает, что богатство сына нажито неправедным путём, и отказывается от любой материальной поддержки Шанкара. Даже тогда, когда сын решает жениться, и богатый отец (Шарат Саксена) невесты (Мадхури Дикшит) дает согласие на свадьбу, Яшода не благословляет брака. Она не хочет, чтобы когда-нибудь дети Шанкара задумались над вопросом, а чем занимается отец? Страх, опасность, ожидание кары — вот завтрашний день этой семьи.
И как бы в подтверждение её предчувствий при очередной контрабандной операции гибнет отец невесты, на которого работал Шанкар. Яшода, к ужасу своему, понимает, что очередная жертва — сам Шанкар, занявший место погибшего. Однако судьба распорядится по другому: защищая сына от руки убийцы, погибнет она сама — Яшода.

## В ролях
| Актёр             | Роль                          |
| ----------------- | ----------------------------- |
| Митхун Чакраборти | Шанкар Бос                    |
| Мадхури Дикшит    | Сония                         |
| Амриш Пури        | Хан                           |
| Суреш Оберой      | инспектор полиции Гокхале     |
| Шакти Капур       | Чандан, друг Шанкара          |
| Нутан             | Яшода Бос, мать Шанкара       |
| Гулшан Гровер     | Нааграджан                    |
| Паллави Джоши     | Сунанда Бос, сестра Шанкара   |
| Джагдип           | Лакпати                       |
| Шарат Саксена     | Малик, отец Сонии             |
| Рупеш Кумар       | Гулати                        |
| Тедж Сапру        | Лаки, брат Гулати             |
| Гудди Марути      | подруга Сунанды               |
| Махеш Ананд       | Раджа, друг Шанкара           |
| Автар Гилл        | комиссар полиции Тхаккар      |
| Салим Гхау        | Чанди-Африка, подручный Хана  |
| Виджу Кхоте       | владелец ресторана            |
| Раджеш Пури       | Лала                          |
| Сулабха Арья      | Тарамати                      |
| Амрит Патель      | Бихари, брат Яшоды            |
| Джайя Матхур      | Пинки, подруга Сонии          |
| Куника            | Мария, жена Гокхале           |
| Алок              | Имран, сын Гокхале            |
| Джонни Левер      | Менге, торговый агент Шанкара |
| Рави Патвардхан   | старший офицер полиции        |
| Г. П. Сингх       | сосед семьи Шанкара           |

## Саундтрек
Все тексты написаны Анждаан, вся музыка написана Ану Малик.
| №  | Название                 | Исполнители                       | Длительность |
| -- | ------------------------ | --------------------------------- | ------------ |
| 1. | «Daata Pyar De»          | Садхана Саргам                    | 3:20         |
| 2. | «Kukudoo Koo I Love You» | Дилрадж Каур                      | 3:20         |
| 3. | «Mujrim Na Kehna Mujhe»  | Мохаммед Азиз                     | 6:19         |
| 4. | «Naiyo Jeena Tere Bina»  | Мохаммед Азиз, Садхана Саргам     | 5:27         |
| 5. | «Raat Ke Baarah Baje»    | Амит Кумар, Алка Ягник, Ану Малик | 5:34         |

## Прокат в СССР
В 1991 году Всесоюзное объединение по экспорту и импорту кинофильмов «Совэкспортфильм» приобрело фильм для проката на территории СССР.
На российские экраны фильм вышел в январе 1992 года. Демонстрировался в двух сериях, для любой аудитории, кроме показа на специальных сеансах для детей.
Срок проката 7 лет с даты первого выпуска, исключая телеправа, включая видеоправа.
Дубляж фильма выполнен на Киностудии «Союзмультфильм»
Роли дублируют:
- Дмитрий Матвеев — Шанкар
- Янина Лисовская — Сония
- Ирина Акулова — Яшода
- Алексей Золотницкий — Чандан
- Евгений Карельских — Гохале
- Ольга Голованова — Сунанда
- Юрий Пузырев — Хан
- Владимир Ферапонтов — Лакпати
- Алексей Борзунов — Малик
- Борис Быстров — Гулати
- Андрей Ярославцев — владелец ресторана
- Александр Рахленко — Чанди
- Ян Янакиев — Лала
- Надежда Подъяпольская — Имран
- Лариса Данилина

Режиссёр дубляжа: Алла Гончарова 

Звукооператор: Сергей Карпов 

Автор литературного перевода: Евгения Морозова 

Редактор: Елена Михайлова